# Humor baseado nos ataques de 11 de setembro
O termo Humor baseado nos ataques de 11 de setembro refere-se a piadas, impressas ou não, com base nos eventos dos ataques terroristas de 11 de setembro de 2001 em Nova York, Virgínia, e Pensilvânia.
Um número de estudiosos estudou as maneiras em que o humor tem sido usado para lidar com o trauma do evento, incluindo o pesquisador Bill Ellis, que descobriu as piadas sobre os ataques originados nos EUA no dia seguinte, e Giselinde Kuipers,que encontrou piadas em sites holandeses um dia depois. Kuipers havia coletado cerca de 850 piadas online sobre o 11/9, Osama Bin Laden e a guerra no Afeganistão em 2005. Uma notável tentativa pública inicial de humor do 11 de setembro foi feita por Gilbert Gottfried apenas algumas semanas após os ataques. Uma comédia apresentada por Hugh Hefner no Friars Clubs sobre o 11 de setembro não foi bem recebida pela multidão. Um membro da platéia do clube gritou "Muito cedo!", que desde então se tornou uma resposta comum a piadas contadas no início das tragédias. Gottfried então improvisou e executou a rotina "The Aristocrats", que liberou uma grande dose de tensão e recebeu aplausos da multidão.
Em contraste com essas piadas sobre o 11 de setembro, os shows de comédia de fim de noite e as publicações engraçadas não apareceram por várias semanas após os ataques. O The Onion, um jornal satírico, cancelou a edição que estava programada para ser lançada em 11 de setembro de 2001, e depois voltou a imprimir com uma edição especial em 26 de setembro de 2001, que foi dedicada aos ataques. Quando a questão foi divulgada, a equipe do jornal sentiu-se apreensiva ao fazer o humor de um evento tão trágico. "Todos achavam que este seria nosso último problema impresso", segundo um redator da equipe. Apesar dessa expectativa, a equipe da Onion foi rapidamente inundada com comentários de leitores, a grande maioria dos quais foram positivos. No entanto, eles auto-censuraram o artigo intitulado "América mais forte do que nunca, dizem funcionários da Quadragon".
Uma das primeiras piadas de 11 de setembro feitas por um grande comediante americano foi a de Joan Rivers, em Londres, em 2002. A piada dizia respeito às viúvas de bombeiros mortos nos ataques, que Rivers disse que ficariam desapontadas se seus maridos fossem encontrados vivos, pois seriam forçados a devolver o dinheiro que haviam recebido em compensação por seus últimos cônjuges. A piada recebeu condenação de Harold Schaitberger, presidente geral da Associação Internacional de Bombeiros.

## Na literatura
"The Zero" (2006), de Jess Walter, é um romance satírico pós-911 que apresenta um policial de Nova York que atira na própria cabeça e esquece minutos depois; Seu dano cerebral é responsável por falhas na história. O romance pós-moderno "United States of Banana" (2011), da autoria latino-americana Giannina Braschi, trata as cenas entrópicas do desastre em 11 de setembro com humor negro; o trabalho descreve Nova York sem as Torres Gêmeas como uma boca sem vontade de rir, porque está faltando seus dois dentes da frente.
Em 2016, o comediante Billy Domineau carregou um roteiro de especulação na Internet que ele havia escrito para Seinfeld, que havia exibido seu último episódio em 1998, ambientado em Nova York durante os dias após os ataques. Ele disse mais tarde que tinha começado quando ele sugeriu "um episódio de 11 de setembro de Seinfeld" para um aluno como um exemplo de "um exercício de mau gosto" para uma classe. Em seu episódio, os quatro personagens principais do programa seguem os enredos típicos deles, todos relacionados aos ataques: Jerry fica convencido de que a poeira das torres caídas está contaminando sua comida; Elaine, inicialmente aliviada por não ter que romper com um namorado que trabalhava nas Torres Gêmeas, encontra-se noiva dele quando ele inesperadamente sobrevive; George na glória depois que ele é confundido com um herói que salvou as pessoas, e Kramer tenta recuperar a alta qualidade cortador de caixa que ele emprestou para Mohammed Atta. Personagens menores populares, como os pais de George e Newman, também fazem aparições. "É de fato de mau gosto, mas captura perfeitamente a maneira obcecada com que esses personagens lidariam com essa crise", escreveu The Guardian.

## Em animação
No episódio Family Guy "Back to the Pilot", transmitido em novembro de 2011, Brian e Stewie fazem uma viagem no tempo em que Brian dá dicas sobre o passado de 11 de setembro para que ele possa ser herói e acabar com o terrorismo. Isso faz com que George W. Bush não seja reeleito, o que significa que uma Segunda Guerra Civil começa, o que leva a ataques nucleares na Costa Leste. Brian e Stewie são então forçados a voltar e consertar a situação, mais tarde notando que seus aplausos comemorativos para fazer o 11 de setembro acontecer de novo soariam muito mal se retirados do contexto. Um crítico da Time escreveu sobre o episódio: "Soa feito sob medida para um evento 'muito recente', e provavelmente é. Mas espectadores ávidos da série Family Guy vivem para "muito em breve" momentos, não importa o quão sensível o material". Outras organizações noticiosas, incluindo Aly Semigran da Entertainment Weekly, também achavam que o show tinha ido longe demais com a referência. Deadline também comentou que "chiou para além do departamento de padrões e práticas da Fox, mas com certeza levantará tantas sobrancelhas".
No entanto, talvez refletindo como a aceitabilidade aos radiodifusores tradicionais de piadas referenciando os ataques de 9/11 evoluiu gradualmente, o lançamento do DVD do episódio quinta temporada de Family Guy "Meet the Quagmires", transmitido pela primeira vez em 2007, continha uma cena estendida, que foi removido da primeira transmissão do episódio. Na cena excluída, enquanto viaja no tempo de volta a década de 1980, Quahog com Peter, Brian é confrontado pelo namorado de uma mulher que ele vem dando em cima. Em resposta ao desafio do namorado de que ele vai lutar com Brian 'em qualquer lugar, a qualquer hora', Brian convida o homem para encontrá-lo "No topo do World Trade Center, 11 de setembro de 2001 às 8h", ao qual o namorado responde:"Até lá amigo. Você acha que eu vou esquecer, mas eu não vou!". Além disso, o episódio da sétima temporada "Baby Not On Board", apresenta uma cena em que a família Griffin visita o Ground Zero, que Peter erroneamente acredita ser "onde o primeiro cara pegou AIDS." O episódio da sexta temporada "Back to the Woods", Peter tinha cometido um roubo de identidade contra um fictício James Woods, em retaliação por ele ter feito o mesmo e arruinando sua vida. Peter aparece no Late Show with David Letterman provando que ele é Woods, promovendo um filme de comédia baseada nos ataques.
Para melhorar a chance de um Oscar, uma piada de 11 de setembro foi cortada do filme de 2012 de Jean Dujardin, The Players. A cena deletada mostrava um homem seduzindo uma mulher em um apartamento em Nova York enquanto um avião colidia com o World Trade Center ao fundo.

## Em publicidade
Nos dias que antecederam o 15º aniversário dos ataques de 2016, o Colchão Miracle de San Antonio, Texas, publicou brevemente um comercial promovendo uma venda temática em torno da ocasião. Nela, a filha do dono da loja, conversando com dois funcionários que estavam atrás dela, explicou como a loja estava recordando o colapso das Torres Gêmeas, vendendo todo o seu estoque ao preço de colchões de tamanho duplo para o fim de semana com o slogan "Torres Gêmeas, Preço Gêmeos". No final do anúncio, ela inadvertidamente empurrou os dois funcionários em pilhas duplas de colchões atrás dela, um dos quais foi coberto com a bandeira americana; ambos entraram em colapso. Depois de expressar brevemente o choque e o horror, ela se virou para a câmera e disse "Nós nunca esqueceremos".
A empresa logo cancelou o anúncio, mas as cópias foram salvas e enviadas para a Internet, onde se tornaram objeto de críticas intensas e vociferantes. A Entertainment Weekly disse que "pode ser o comercial mais ofensivo de todos os tempos". Páginas do Facebook ficaram cheias de comentários depreciativos e apelos por boicotes. O proprietário Mike Bonnano, cuja filha, como chefe de marketing da cadeia, concebeu o comercial e estrelou o filme, pediu desculpas, mas acabou decidindo fechar a localização de San Antonio "indefinidamente", aguardando medidas disciplinares e doações à Fundação 9/11. O Miracle Mattress reabriu alguns dias depois.

## Online
Os memes se tornaram uma maneira bastante popular de distribuir piadas sobre o 11 de setembro. Muitos desses memes brincam ou zombam das teorias conspiratórias do 11 de setembro, como "Bush fez 11 de setembro" ou "o combustível de jato não consegue derreter vigas de aço". Também houve vídeos virais do Vine que fazem piada sobre personagens fictícios ou outras pessoas famosas que fizeram os ataques. Nestas videiras, os criadores têm um clipe deles, ou algo que eles jogam, ou talvez uma aeronave que eles voam, e então cortam a filmagem dos aviões que atingem as Torres Gêmeas (principalmente o Voo 175 batendo na Torre Sul). Isso faz troça desse personagem ou pessoa real, dizendo "(em branco) fez 9/11.
O vídeo de CollegeHumor "Stormtroopers '9/11" apresenta stormtroopers discutindo a destruição da primeira Estrela da Morte de uma maneira similar àquela em que o 11 de setembro pode ser discutido, incluindo teorias da conspiração.
No Brasil, por volta de 2019, internautas criaram o meme de falar que o apresentador Celso Portiolli não teve nada a ver com os atentados, e a piada ganhou tanta repercussão que o próprio apresentador comentou sobre ela.